# Facundo Llambias
Facundo Llambias (* 17. Juni 2004 in Paysandú) ist ein uruguayischer Motorradrennfahrer. Er fährt 2024 in der JuniorGP für das Team Estrella Galicia 0,0. Seine Teamkollegen sind der Ire Casey O’Gorman, der Franzose Guillem Planques und der Spanier Máximo Quiles.

## Statistik in der Supersport-300-Weltmeisterschaft
(Stand: Saisonende 2021)
| Saison | Team             | Motorrad      | Rennen | Siege | Zweiter | Dritter | Poles | Schn. Runden | Punkte | Ergebnis |
| ------ | ---------------- | ------------- | ------ | ----- | ------- | ------- | ----- | ------------ | ------ | -------- |
| 2021   | Machado Came SBK | Yamaha YZF-R3 | 5      | –     | –       | –       | –     | 1            | 9      | 35.      |
| Gesamt | Gesamt           | Gesamt        | 5      | 0     | 0       | 0       | 0     | 1            | 9      |          |